# Hundra
Hundra ist ein 1983 produzierter amerikanisch-spanischer Barbarenfilm aus dem Genre der Fantasyfilme. Der Film wird in Deutschland auch als Warrior Queen vertrieben.

## Handlung
Die Kriegerin Hundra wächst in einer lebensfeindlichen Umgebung auf, in der sie ständig neuen Gefahren ausgesetzt ist und sich durch ihre kämpferischen Fähigkeiten bewähren muss. In ihrem Dorf, in dem nur Kriegerinnen leben, herrschen jedoch ungestörter Frieden und ausgeglichene Harmonie, bis es eines Tages dem Angriff eines feindlichen Stammes männlicher Krieger zum Opfer fällt, vernichtet und geplündert wird. Hundra begibt sich daraufhin als einzige Überlebende, nur mit Schwert und Bogen bewaffnet, zur weisen Frau des Clans. Die sagt ihr, sie müsse sich mit einem Mann einlassen, um durch eine gezeugte Tochter dem Clan neues Leben einzuhauchen. Hundra kommt in eine Stadt, findet in dem dortigen Arzt einen geeigneten Mann. Sie lässt sich vom dortigen Herrscher zur Tempelhure ausbilden, freundet sich mit einer anderen Tempelhure an, die ihren Sohn versteckt. Die bringt ihr das Damenhafte bei, dafür lehrt Hundra sie das Kämpfen. Schließlich bekommt Hundra ihre Tochter vom Arzt, doch die wird entführt. Hundra soll nun den Gästen des Herrschers als Hure dienen, doch ihre Freundin kann ihren Jungen und die Tochter Hundras befreien. Hundra besiegt alle, reitet dann mit ihrer Tochter weg.

## Rezensionen
„Ein in grauer Vorzeit angesiedeltes Fantasy-Abenteuer im Stil eines trivialen, mitunter recht blutrünstigen Comic-Strips.“